# Conseil de la Ligue arabe
Le Conseil de la Ligue arabe (en arabe : مجلس جامعة الدول العربية, Majlis Jāmiʻat ad-Duwal al-ʻArabiyya) est le principal organe institutionnel de la Ligue arabe, créée par l'article 3 de la charte de la Ligue arabe. 

## Composition
Le Conseil de la Ligue est composé de délégués de tous les États membres, qui ont plein droit de vote. Bien que le nombre de délégués par État membre ne soit pas défini plus en détail, chaque État membre - indépendamment de sa taille ou du nombre de délégués - ne dispose que d'une seule voix. Les réunions du Conseil de la Ligue doivent avoir lieu au moins au niveau des ministres des affaires étrangères (art. 5/1 (a) Règlement intérieur du Conseil de la Ligue du 24 juillet 1973). Six commissions ont été créées pour aider le Conseil à traiter des questions spécifiques en son nom (par exemple, la commission des affaires économiques). 

## Fonction
Le Conseil de la Ligue est un organe décisionnel de la Ligue arabe et est responsable de la réalisation des objectifs. Selon le Pacte de la Ligue, il exerce d'importantes fonctions politiques et administratives :
- Il surveille la mise en œuvre des accords conclus entre les différents États membres.
- Il décide de la coopération avec d'autres organisations internationales.
- Il nomme le secrétaire général de la ligue (à la majorité des 2/3) et donne son accord aux nominations des secrétaires généraux adjoints et des officiers par le secrétaire général.
- Il décide de l'admission et de l'exclusion des États membres.
- Il assure la médiation dans les différends entre États membres et avec des pays tiers et intervient en cas d'agression contre des membres.
- Il approuve le plan budgétaire.
- Il arrête le règlement intérieur du Conseil, des commissions et du secrétariat général.
- Le pacte de la Ligue arabe peut être prolongé par le Conseil à la majorité des deux tiers.

## Procédure de vote
Chaque État membre dispose d'une voix. La procédure de vote au Conseil de la Ligue est régie par les Statuts de la Ligue arabe et le Règlement intérieur du Conseil de la Ligue en date du 24 juillet 1973. Le Conseil dispose d'un quorum lorsque la majorité de ses membres est présente. Une distinction est faite entre les résolutions prises à l'unanimité, les résolutions à la majorité des deux tiers et à la majorité simple. Seules les résolutions unanimes sont contraignantes pour tous les membres, toutes les autres ne s'appliquent qu'aux États consentants.

## Séances
Le Conseil de la Ligue se réunit deux fois par an (en mars et en septembre) en session ordinaire. Des réunions extraordinaires sont possibles à la demande d'au moins deux membres. En principe, l'instance se réunit en secret, mais elle peut se réunir publiquement si une décision est prise. La prise de décision est également secrète, ce qui contredit clairement la pratique actuelle dans d'autres organisations internationales. Les réunions sont officiellement convoquées par le secrétaire général et se tiennent généralement au siège de la Ligue au Caire. La présidence du Conseil tourne à chaque session dans l'ordre alphabétique des membres.